# Heinrich I. (Eu)
Heinrich I. († 12. Juli 1140) war ein Graf von Eu aus dem normannischen Herrschergeschlecht der Rolloniden. Er war ein Sohn des Grafen Wilhelm II. von Eu.
Heinrich folgte 1096 seinem verstorbenen Vater in der normannischen Grafschaft Eu nach. Im Jahr 1106 kämpfte er auf der Seite von König Heinrich Beauclerc in der Schlacht bei Tinchebray gegen Herzog Robert Kurzhose, allerdings wandte er sich in den folgenden Jahren gegen Heinrich Beauclerc. Er schloss sich der Opposition normannischer Barone an, die sich 1118 gegen die Herrschaft König Heinrichs erhob und die Einsetzung des Wilhelm Clito zum Herzog zum Ziel hatte. Im Frühjahr 1119 musste er sich allerdings der militärischen Macht des Königs unterwerfen und wurde in Ketten gelegt. Offenbar aber söhnte er sich schnell mit dem König aus, denn Ordericus Vitalis nannte ihn als Teilnehmer der Schlacht von Brémule (20. August 1119) auf der Seite Heinrichs Beauclerc.
Heinrich I. von Eu gründete um 1107 die Abtei von Saint-Martin-du-Bosc. Selbst trat er kurz vor seinem Tod als Mönch in die Abtei Fécamp ein und wurde dort auch bestattet. Er war nacheinander verheiratet mit den Damen Mathilde, Ermentrude und Margarete von Sully. Letztere war eine Tochter des Wilhelm von Blois, Herr von Sully aus dem Haus Blois, und der Agnes von Sully. Mit ihr hatte er mehrere Kinder, darunter seinen Erben, Johann I. von Eu (1140–1170).